# 758
Вижте пояснителната страница за други значения на 758.